# عبد القدوس أبو صالح
عبد القدوس أبو صالح (1351- 1443 هـ / 1932- 2022م)، من علماء العربية، باحث ومُحقِّق سوري، وأديب شاعر، وأستاذ جامعي. أحد كبار مؤسسي رابطة الأدب الإسلامي العالمية، وثاني رئيس للرابطة خلَفًا للشيخ أبي الحسن النَّدْوي. اشتَهَر بتحقيقه المُتقَن لشرح ديوان ذي الرُّمَّة. لُقِّب بعميد الأدب الإسلامي، وعرَّاب الأدب الإسلامي. وقد حصل على الجنسية السعودية. هو أول مُشرفٍ على أول رسالة دكتوراه في جامعة الإمام محمد بن سعود الإسلامية.

## ولادته وأسرته
ولد أبو يمان، عبد القدوس بن محمد ناجي بن محمود أبو صالح في حلب، يوم الخميس 25 ربيع الأول 1351هـ الموافق 28 من يوليو (تمُّوز) 1932م، لأسرة علمية عريقة في حلب، فوالده من مشاهير العلماء الفقهاء الشيخ محمد ناجي أبو صالح، وعمُّه الشيخ كامل أبو صالح، وإخوته: الشيخ بدر الدين أبو صالح، والدكتور التربوي أحمد محب الدين أبو صالح صاحب التآليف التربوية النافعة، وأخته الداعية المربية الحاجة ناجية أبو صالح.

## دراسته وتحصيله
درس مراحل الدراسة الأولى في حلب، وحصل على الشهادة الثانوية فيها عام 1949. ثم التحق بكلية الآداب في الجامعة السورية (جامعة دمشق) وحصل منها على الإجازة (ليسانس) في آداب اللغة العربية عام 1954، وعلى (دبلوم) في التربية من كلية التربية عام 1955. ومن زملاء دفعته في كلية الآداب ممَّن غدَوا مشاهير ومؤلفين: محمد بن لطفي الصباغ، ومحيي الدين القضماني، وسليم البرادعي، ونجاح العطار، ومديحة العنبري (زوجة الدكتور شاكر الفحام). وقد درس على والده في علوم العربية قبل الجامعة، وأثناء دراسته الجامعية قرأ عليه بعض شروح "مغني اللبيب" لابن هشام الأنصاري.
ثم انتسب إلى كلية الحقوق في الجامعة السورية أيضًا، وحصل منها على الإجازة في الحقوق عام 1959.
تابع دراسته العليا في كلية الآداب بجامعة القاهرة، فنال منها شهادة (ماجستير) عام 1964، وموضوع رسالته "يزيد بن مُفرِّغ الحِمْيَري حياته وشعره"، بإشراف أستاذه الدكتور شوقي ضيف. ثم شهادة (دكتوراه) بمرتبة الشرف الأولى، عام 1391هـ/ 1971، وموضوع أطروحته "شرح ديوان ذي الرُّمَّة لأبي نصرٍ الباهلي دراسة وتحقيق"، اشرف عليه أولًا أستاذه الدكتور شوقي ضيف، ثم حين انتقل إلى جامعة الكويت صار أمر الإشراف إلى أستاذه الدكتور حسين نصار، وناقشه فيها كلٌّ من علي النجدي ناصف، وناصر الدين الأسد. واستغرق عمله في أطروحة الدكتوراه سبع سنين، وانتفع كثيرًا في إعداد رسالتيه (للماجستير والدكتوراه) بتوجيهات شيخه العلامة أبي فهر محمود محمد شاكر، واستفاد من منهجه في التحقيق، ومن مكتبته الغنية بالمصادر والمراجع، وكان يقضي في بيته ساعات يوميًّا.

## أساتذته وأشياخه

#### في جامعة دمشق
- الأستاذ سعيد الأفغاني، في النحو.
- الدكتور شُكري فيصل، في الأدب.
- الدكتور أمجد الطرابلسي، في الأدب.[9]
- الأستاذ عزُّ الدين التَّنُوخي، في البلاغة.
- الشيخ محمَّد بهجة البَيطار، في التفسير وعلوم القرآن.
- الشيخ مصطفى الزَّرقا، في الحديث.
- الدكتور عمر فرُّوخ، في التاريخ.[4]
- المستشرق ريجي بلاشير في الأدب.[10]

#### في جامعة القاهرة

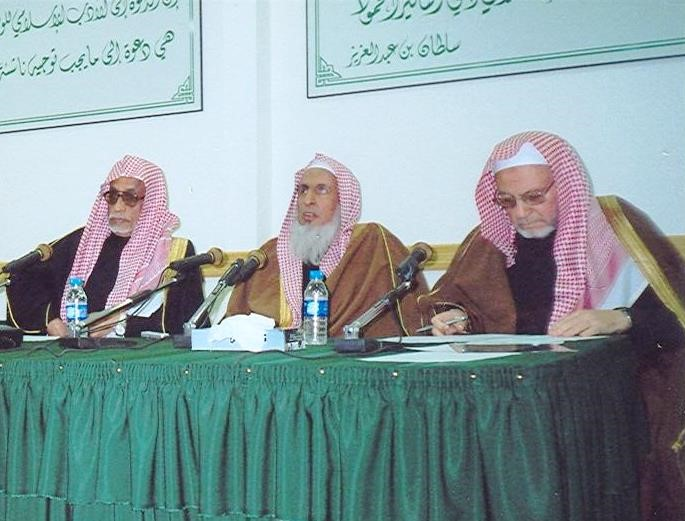
عبد القدوس أبو صالح وعن يمينه مفتي المملكة عبد العزيز آل الشيخ، والدكتور حسن بن فهد الهويمل، في محاضرة للمفتي في رابطة الأدب الإسلامي

- الدكتور شوقي ضيف.
- الدكتور حسين نصار.
- الأستاذ علي النجدي ناصف.

## عمله ووظائفه
عمل مدرِّسًا في سورية من عام 1955 إلى 1962، ثم انتقل إلى المملكة العربية السعودية، ليعمل مدرِّسًا في كلية اللغة العربية بجامعة الإمام محمد بن سعود الإسلامية بالرياض عام 1962، واستمرَّ في التدريس فيها قرابة أربعين عامًا، وترقَّى إلى رتبة أستاذ للدراسات العليا في قسم الأدب.
أشرف على كثير من رسائل الماجستير والدكتوراه، وأسهم في كثير من لجان التحكيم.
ثم نُقل إلى قسم اللغة العربية في كلية المعلِّمين بالرياض برغبة من وزير التربية والتعليم الدكتور محمد بن أحمد الرشيد، للنظر في مناهج الكلية ومقرَّراتها، وقد درَّس فيها مدَّة خمس سنوات من 2002 إلى 2006. ثم أحيل على التقاعد فتعاقد مع جامعة الأمير سلطان الأهلية بوظيفة مستشار غير متفرِّغ عامًا واحدًا.

## في رابطة الأدب الإسلامي
كان أبو صالح من أشدِّ المتحمِّسين لإنشاء رابطة الأدب الإسلامي العالمية، وكبار المشاركين في تأسيسها، والحاملين لهمِّها والباذلين في سبيلها، وحضر المؤتمرات التي مهَّدت لإقامتها، ثم جميع مؤتمراتها وهي:
- مؤتمر الأدب الإسلامي في ندوة العلماء بمدينة لكنو بالهند، في جُمادى الآخرة 1401هـ/ أبريل (نيسان) 1981م.
- ندوة الحوار حول الأدب الإسلامي بالجامعة الإسلامية بالمدينة المنورة، في رجب عام 1402هـ/ مايو (أيار) 1982م.
- ندوة الأدب الإسلامي في جامعة الإمام محمد بن سعود الإسلامية بالرياض، في رجب 1405هـ/ أبريل (نيسان) 1985م.
- مؤتمر الهيئة العامَّة الأول الذي دعت إليه الهيئةُ التأسيسية للرابطة، بعد انتساب عدد كبير من الأدباء إليها من مختلِف أنحاء العالم الإسلامي، وعُقد المؤتمر في رحاب جامعة ندوة العلماء بلكنو في الهند، في شهر ربيع الآخر 1406هـ الموافق شهر يناير (كانون الثاني) 1986م، وقد وُضع فيه النظام الأساسي للرابطة، وانتُخب مجلسُ الأمناء، وانتُخِبَ الشيخ أبو الحسن النَّدْوي رئيسًا للرابطة، والدكتور عبد القدوس أبو صالح نائبًا له، ورئيسًا لمكتب البلاد العربية.

شغل منصبَ رئيس تحرير مجلة الأدب الإسلامي التي صدر عددُها الأول في رجب 1414هـ الموافق ديسمبر (كانون الأول) 1993م. وكتب معظم افتتاحيات أعداد المجلة من العدد الأول حتى العدد 102 الصادر في آخر عام 1440هـ/ 2019م. وبعد وفاة النَّدْوي خلَفَه أبو صالح، فقد انتُخب رئيسًا للرابطة في دورة مجلس الأمناء الحادية عشرة، في المدينة المنوَّرة، بتاريخ 22 من جُمادى الأولى 1421هـ الموافق 22 من أغسطس (آب) 2000م.
وحضر جميع مؤتمرات الهيئة العامَّة للرابطة التي بلغت ثمانية مؤتمرات، عُقدت في لكنو بالهند، وإستانبول بتركيا، والقاهرة بمصر، وسبع عشرة دورة لمجلس الأمناء. وتابع جميع الندَوات والأمسيَّات التي أقامها المكتب الإقليمي للرابطة في المملكة العربية السعودية بالرياض، منذ إنشائه رسميًّا عام 1420هـ/ 1999م.
وبقي رئيسًا للرابطة على مدار اثنين وعشرين عامًا إلى وفاته، وخلَفَه محمد الرابع النَّدْوي. وخلَفَه في رئاسة تحرير مجلة الأدب الإسلامي الدكتور وليد قصَّاب. وقد لُقِّب أبو صالح بعميد الأدب الإسلامي، وعرَّاب الأدب الإسلامي، وازدهَرَت أعمالُ الرابطة زمن رئاسته كثيرًا، وأُنشِئت لها فروعٌ في دول وبلدان كثيرة، وصدرت مؤلفات أدبية قيمة، ودواوين شعرية كثيرة، حتى تكوَّنت مكتبة الأدب الإسلامي من الفنون الحديثة والقديمة.

### آراؤه

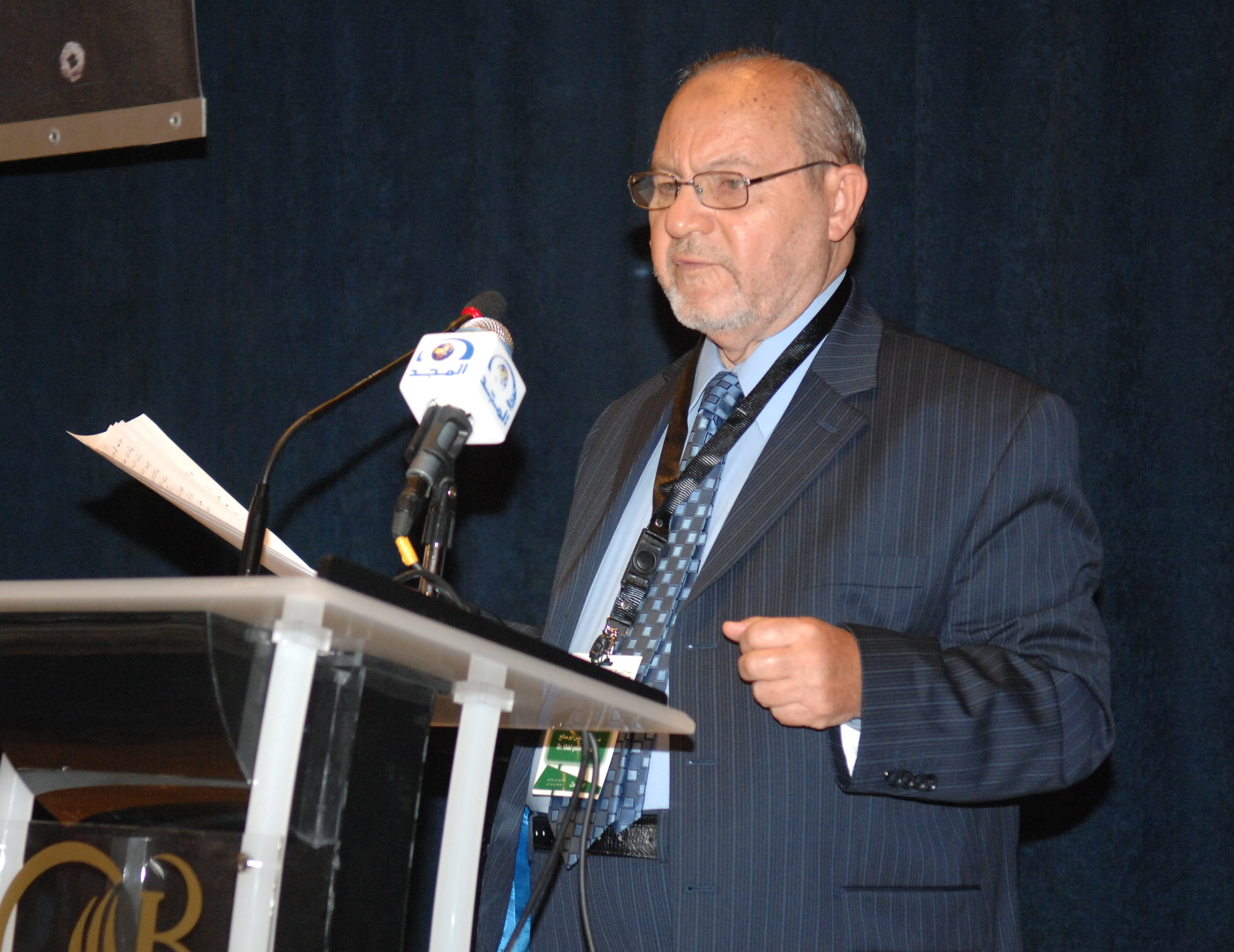
عبد القدوس أبو صالح يلقي كلمة في أحد مؤتمرات رابطة الأدب الإسلامي

- يؤكِّد أبو صالح عالمية الأدب الإسلامي، يقول: إن التعدُّد والشمول في لغات الأدب الإسلامي هو تأكيدٌ لعالمية هذا الأدب الذي يهدِفُ إلى التعبير عن آمال الأمَّة الإسلامية وآلامها. وهو بذلك يردُّ على من ذهبوا إلى أن لغة الأدب الإسلامي ينبغي أن تكون العربية فقط.
- يرى أبو صالح أن لا تعارضَ بين الأدب الإسلامي والأدب العربي، بل هو رافدٌ من روافده؛ إذ الأدب العربي نسبة إلى اللغة، كالأدب الفرنسي والإنجليزي وغيرهما. أما الأدب الإسلامي فهو منسوبٌ إلى المضمون الذي ينطلق من تصوُّر عقَدي هو التصوُّر الإسلامي. والأدب العربي ليس كلُّه منطلقًا من التصوُّر الإسلامي حتى يُغنيَ عن الأدب الإسلامي، بل هو يتضمَّن مذاهبَ أدبية عقَدية مختلفة، ولكنَّ أتباعها يكتبونها بلغة واحدة هي العربية، ولم يزعُم زاعم أن هذه المذاهبَ أو بعضها يعارض الأدب العربي أو يُزاحمه.[15]
- يدعو أبو صالح الأدباء والمفكرين ألا يرتابوا بالأدب الإسلامي يقول: لا داعيَ لأن يتوجَّسَ أحدٌ من الأدب الإسلامي، فالأدب الإسلامي من قلب هذه الأمَّة، من تراثها، من مِشكاة الوحي فيها، من صدى حديث رسول الله ﷺ، إنه أدب هذه الأمَّة؛ التي ما نريدُ لها إلا الخير والنماء والطُّهر والتقدُّم. وإذا كانت الحداثة تجديدًا فأنا أول الحداثيين، أما حداثة أدونيس فليست من ديننا ولا من تراثنا ولا من ذوقنا ولا من أصالتنا.[16]

## نشاطاته

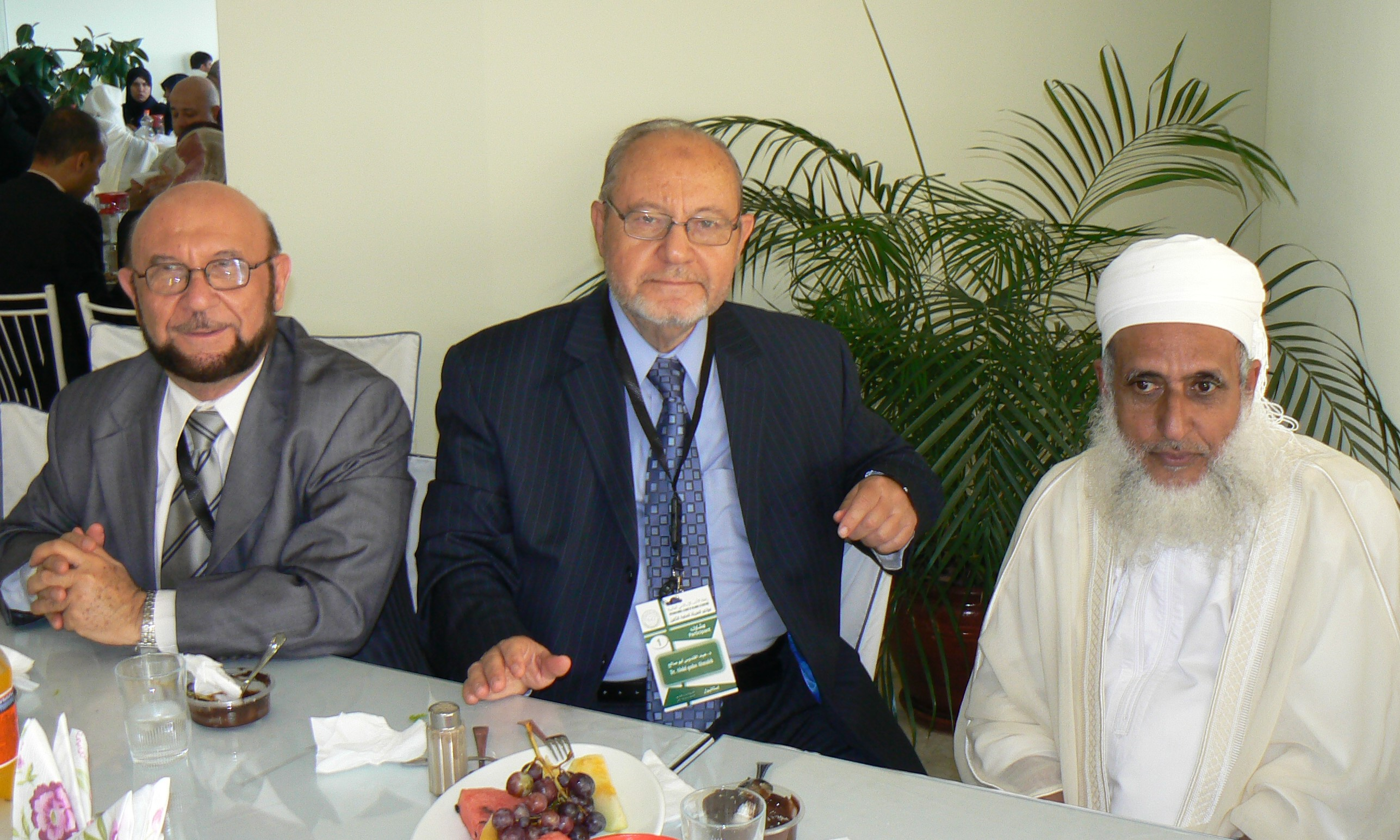
عبد القدوس أبو صالح في مؤتمر أدبي، ومعه مفتي سلطنة عُمان الشيخ أحمد الخليلي، والأديب الناقد الدكتور عبد الباسط بدر

حضر أبو صالح مؤتمراتٍ كثيرةً عُقدت بالتعاون مع جامعات عربية وإسلامية وأجنبية، في مصر، والجزائر، والأردن، والسودان، واليمن، وباكستان، والهند، وماليزيا، وإندونيسيا، وإنكلترا، والكويت، والبحرين، والإمارات. وشارك في كثير من مؤتمرات رابطة العالم الإسلامي، والندوة العالمية للشباب الإسلامي، والأندية الأدبية في مدُن السعودية المختلفة. إضافة إلى حضوره الدائم في المُنتديات الثقافية الخاصَّة في الرياض، مثل: الندوة الرفاعية التي كان يقيمها الأديب السعودي عبد العزيز الرفاعي، ثم ندوة الوفاء في دارة الشيخ أحمد محمد باجُنَيد، واثنينية عثمان الصالح، وأحدية الدكتور راشد المبارك، وثلوثية الدكتور محمد المشوِّح؛ وكان في أكثر هذه الندوات مديرًا ومتحدِّثًا ومشاركًا.
وكان عضوًا في اللجنة الثقافية للمهرجان الوطني للتراث والثقافة (الجنادرية) على مدار 20 عامًا.

## مؤلفاته وآثاره

### في التحقيق

1. يزيد بن مُفَرِّغ الحِمْيَري حياته وشعره، مؤسسة الرسالة ببيروت، ط3، 1414هـ/ 1993م.
2. شرح ديوان ذي الرُّمَّة، لأبي نصرٍ الباهلي، في ثلاثة مجلدات، ط1، مجمع اللغة العربية بدمشق، 1393هـ/ 1973م. ط3، مؤسسة الرسالة ببيروت، 1414هـ/ 1993م. ط4، دار الرشيد بدمشق، 1429هـ/ 2008م.
3. كتاب العفو والاعتذار، للرَّقَّام البصري، في مجلدين، ط1، جامعة الإمام محمد بن سعود، 1401هـ/ 1981م. ط2، دار البشير عمَّان، 1413هـ/ 1992م.[6]

### في التأليف
1. الرائد الجديد لطلاب الكفاءة (نصوص أدبية، قواعد، تطبيق)، بالاشتراك مع الدكتور محمد علي الهاشمي، مكتبة الشرق، ومكتبة الجامعة العربية.
2. البلاغة العربية (المعاني والبديع)، بالاشتراك مع الأستاذ أحمد توفيق كليب، مقرَّر على طلاب السنة الثالثة بالمعاهد العلمية التابعة لجامعة الإمام محمد بن سعود الإسلامية، 1392هـ.
3. البلاغة العربية، بالاشتراك مع الأستاذ أحمد توفيق كليب، مقرَّر على طلاب السنتين الثانية والثالثة بالمعاهد العلمية التابعة لجامعة الإمام محمد بن سعود الإسلامية، 1399هـ.
4. البلاغة العربية (علم البيان)، بالاشتراك مع الأستاذ أحمد توفيق كليب، مقرَّر على طلاب السنة الأولى بالمعاهد العلمية التابعة لجامعة الإمام محمد بن سعود الإسلامية، 1401هـ.[17]
5. من شعر الجهاد في العصر الحديث، بالاشتراك مع الدكتور محمد رجب البيومي، جامعة الإمام محمد بن سعود، ط1، 1405هـ/ 1985م. مؤسسة الرسالة بيروت، ط2، 1413هـ/ 1993م.[18]
6. مذكرات الدكتور معروف الدواليبي، إعداد عبد القدوس أبو صالح، تحرير الدكتور محمد علي الهاشمي مكتبة العبيكان الرياض، 1426هـ/ 2005م.
7. أحاديث وأسمار (اشتمل على 221 مقالة)، دار مصر للطباعة، 1432هـ/ 2011م.
8. الثلج الأحمر، قصة للأطفال، إصدارات رابطة الأدب الإسلامي، دار الحضارة الرياض.[1]

### بحوث ودراسات

1. شعر الحنين في الأدب العربي القديم، مجلة كلية اللغة العربية بجامعة الإمام محمد بن سعود الإسلامية بالرياض.
2. شعر الحماسة في الأدب العربي القديم، مجلة كلية اللغة العربية بجامعة الإمام محمد بن سعود الإسلامية بالرياض.
3. ابن شرف القيرواني ورسائل الانتقاد، مجلة المعلم العربي بدمشق.
4. ازدواج اللغة في المدارس والجامعات، مجلة كلية المعلمين بالرياض.
5. دور الأدب الإسلامي في الوحدة الإسلامية، مجلة الأدب الإسلامي بالرياض.
6. الأدب الإسلامي مسيرة وتاريخ، مجلة الفيصل الأدبية بالرياض.
7. موقف الأدب الإسلامي من العَلاقة بين الجنسين، مجلة المُنتدى بدُبي.[11]
8. أضواء على موقف الأدب الإسلامي من الجنس، مجلة المشكاة، السنة 2، العدد 8، 1988.[19]
9. ديوان ابن مفرِّغ والنقد البنَّاء (في الردِّ على د. أحمد الضبيب)، مجلة اليمامة، السنة 11، العدد 445.[20]
10. نقد ديوان ابن مفرِّغ بين البناء والهدم (في الردِّ على د. أحمد الضبيب)، مجلة اليمامة، السنة 11، العدد 449.[21]
11. ضرورة دراسة جميع القضايا التي أفرزتها محاولة تغريب الأدب، مجلة الأدب الإسلامي، العدد 5، 1407هـ.[22]
12. عالمية الأدب الإسلامي، مجلة الأدب الإسلامي، العدد 12، 1412هـ.[23]
13. الشيخ محمود شاكر كما عرفته، مجلة الأدب الإسلامي، العدد 16، 1418هـ.
14. تأثير المدائح النبوية الأولى في شعر الحماسة الإسلامية، مجلة الأدب الإسلامي، العدد 31، 1422هـ.[24]
15. تعميم الفصحى يحتاج إلى قرار سياسي، مجلة المجتمع، العدد 882، 1988.[25]
16. الأدب الإسلامي بين الالتزام والإلزام.
17. قضية الأدب الإسلامي.
18. شبهات حول الأدب الإسلامي.[26]
19. نحو منهج إسلامي في أدب الطفل.
20. التعليم والمعلِّمون لدى الجاحظ.
21. شعر الدعاء والمناجاة في الأدب العربي.

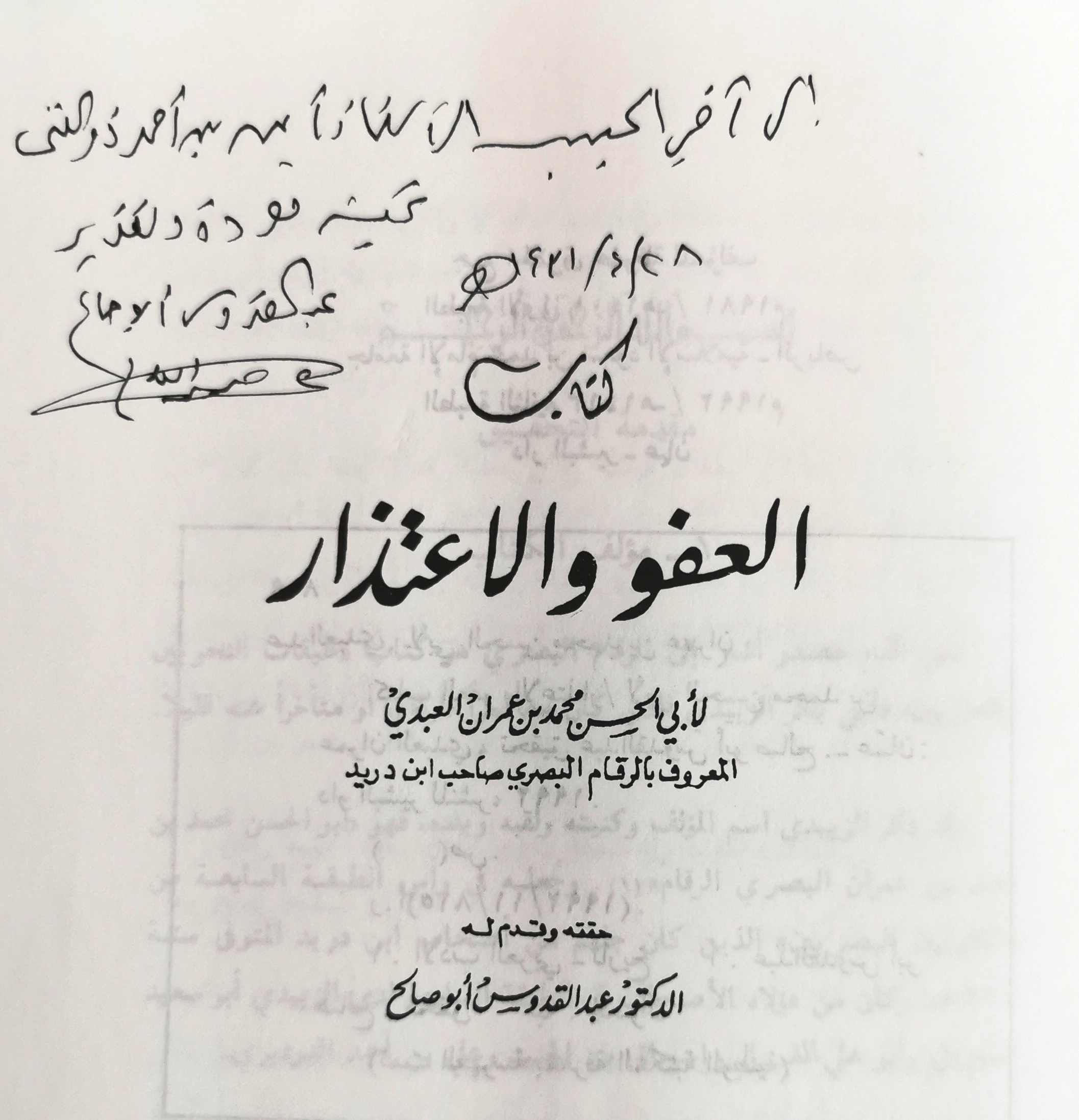

## شعره
له شعر نُشر في الصحف والمجلات ولم يجمعه في ديوان، ومنه قصيدته "شيخ الجهاد" في كتاب (شعر الجهاد في العصر الحديث)، وقصائده "دمعة من القلب"، و"فجر الغريب"، و"شاعر الإسلام" في كتاب (من الشعر الإسلامي الحديث).

#### نموذج من شعره
يقول في قصيدته "النسر والوطن المُباح":
كان تلقَّى برقيةً بوفاة والدته العجوز في حلب التي ارتحل عنها أولادُها الذكور الخمسة منفيِّين في الأرض، وماتت وحيدة، فكان يقرأ البرقية ويبكي، ثم كتب قصيدةً بعنوان "أمي الحبيبة" يقول فيها:

## قالوا عنه

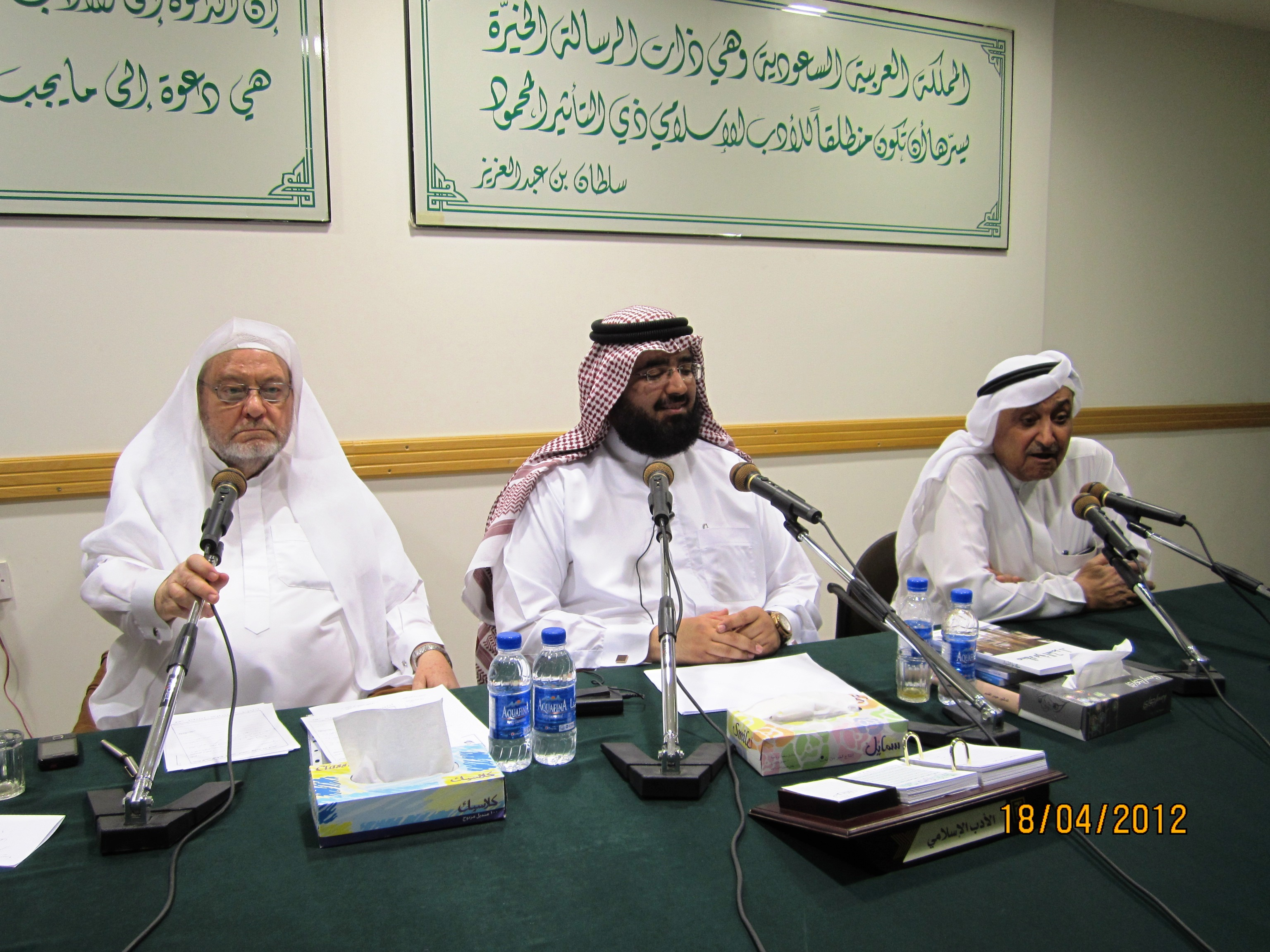
عبد القدوس أبو صالح في رابطة الأدب الإسلامي، وعن يساره الأديب البحريني خليفة بن عربي، فالشاعر الدكتور حيدر الغديِّر

- أثنى عليه الدكتور عبد الرحمن صالح العشماوي بقوله: «عبد القدوس أبو صالح، أديبٌ ذو مكانة في عالم الأدب واقتدار، وذو رؤية واعية للأدب وأجناسه المختلفة، ودوره في حياة البشر، وله مع نصوص الأدب قديمها وحديثها صَولاتٌ وجَولات تذوّقًا ونقدًا ودراسةً يعرفها كلُّ من تتلمذ على يديه، ودخل معه من بوَّابة الأدب الكبيرة إلى رياضه الغنَّاء وبساتينه الفيحاء.. إن ساحتنا الأدبية في عالمنا العربي بحاجة ماسَّة إلى حضور أدبي مكثَّف لأمثال أستاذنا القدير عبد القدوس حتى يضعوا معالمَ واضحةً يستدل بها عشَّاق الأدب من الأجيال الحديثة حتى لا يُخطِئوا الطريق».[15]
- قال عنه الدكتور حلمي القاعود: «كان عبد القدوس أبو صالح في حركة دائبة وهمَّة متوثبة لا تتوقف ولا تتأخَّر، نشاط ابن العشرين وهو في السبعين أو الثمانين، ذاكرته حافظة لاقطة، يحفظ الأسماء وما أكثرَها، ويعلم ما يتعلَّق بكل اسم في مجالات الحركة الأدبية والفكرية.. يرتب وقته وينظم حياته على الحضور في المناسبات العلمية والثقافية، ويتنقل بين آسيا وإفريقية وأوربا وأمريكا من أجل الأدب الإسلامي.. كان مِلكًا لقضية، وكانت القضية من أجل الدين والأمَّة. لقد كان وراء كثير من إنجازات رابطة الأدب الإسلامي يعمل لها ليلَ نهارَ، ويتابع ما يُقال عنه هنا وهناك، ويردُّ ويناقش».[11]
- أضاف القاعود: «على المستوى الإنساني، كان أبو يمان عَطوفًا، تُحرِّكه المروءة والنخوة، وكم وقف إلى جانب كثير من الأعضاء في ظروف صعبة مرَّت بهم، فشارك بقدر ما يستطيع لحلِّ مشكلاتهم، ولا أنسى موقفه مع الدكتور نجيب الكيلاني في مرضه الأخير، فقد بذل مع آخرين جهدًا كبيرًا، حتى أمكن نقلُه إلى مستشفى الملك فيصل التخصُّصي بالرياض، وأُجريت له عملية جراحية استمرَّت لساعات طويلة، وإن كانت للأسف لم تُكلَّل بالنجاح بسبب انتشار المرض في أرجاء الجسم، وقد ظلَّ أبو يمان يتابع مِحنة الدكتور نجيب حتى لقيَ ربَّه».[11]
- كتب الدكتور وليد قصاب عنه: «الدكتور عبد القدوس عالم جليل من رعيل الأثبات الثقات الذين يندُر وجودهم في هذا الزمان؛ محقِّق متمكِّن، وهو أديب قرَضَ الشعر، وكتب القصة، وهو ناقد أنشأ كثيرًا من البحوث والأحاديث والمقالات، جمع بعضَها في كتابه المُمتع الرائق الضخم "أحاديث وأسمار"، وفي جَعْبته وبين أوراقه الكثيرُ غيرها».[15]
- وصفه تلميذه الدكتور حسن الهويمل بقوله: «كان عبد القدوس أبو صالح أستاذًا قدوةً، وكان زميلًا كأفضلِ ما يكون الزملاء، تواضعًا وتفاعلًا وإنكارًا للذات.. والحق أنه عالَمٌ كعالم النحل، دائبُ الحركة والعطاء، لا يكل ولا يمل، تتهاداه المسؤوليات، فما يحطُّ من عمل إلا ليأخذ بأطراف عمل آخر.. لقد كان دورُه في رابطة الأدب الإسلامي دورًا يُكبِره العاملون معه، لقد منح هذا المشروعَ كل طاقاته، وكل وقته، ونسي في سبيل ذلك نفسَه فكان في بياض النهار، يَلوبُ أروقةَ الجامعة وقاعات الدراسات العليا، وفي سواد الليل يجاهد أعمالَ الرابطة، وقضاياها وشؤون المجلَّة ومشاكلها، وكان في كل ذلك صابرًا محتسبًا.. خرَّجَ أجيالًا من الأدباء والمفكرين، وإن عددًا من أساتذة الجامعات يَدينون له بالفضل، ويكنُّون له ما يُكنُّه التلاميذ الأوفياء للأساتذة الفضلاء.. وخدم التراث تحقيقاً وتدريساً، وكان في كل ذلك من خيرة العاملين».[29]
- خطَّ في الثناء عليه تلميذه الدكتور علي الخضيري قال: «عرفت الدكتور عبد القدوس أبو صالح يوم اخترتُ موضوع رسالتي للدكتوراة "علي بن مُقرِّب العيوني حياته وشعره" يوم ناقشني مع أساتذةٍ فضلاءَ آخرين؛ لقَبول موضوع الرسالة، فكان نقاشه دقيقًا ومفصَّلًا، وكان حواره منهجيًّا نقديًّا، ولمَّا اختارته الكلية مشرفًا على الرسالة؛ كان نعمَ الموجِّهُ والمعلِّم، وكان الرائدَ في هذا الميدان، وأولَ مُشرفٍ على أول رسالة دكتوراه في جامعة الإمام محمد بن سعود الإسلامية إن لم تكن في المملكة.. ومما قاله لي: لأن تظلَّ سنوات طويلة لإنجاز عمل أدبي متميز يُذكر لك فتعتز بنشره؛ خيرٌ لك من أن تقضيَ وقتًا قصيرًا تحصل فيه على الشهادة وحدَها، وما أكثرَ من سَعَوا إليها فنالوها ولكنهم لم ينشروا رسائلهم».[30]
- كتب صديقه وصفيه الدكتور عبد الباسط بدر: «الدكتور عبد القدوس رجل قضية وموقف رأيتهما جليَّين متميِّزين، في رحلة رابطة الأدب الإسلامي، منذ أن كانت حلمًا في خواطرنا، إلى أن أصبحت كِيانًا ذا فعالية وعطاء.. وقد وُلدت الرابطة بعد جهود هائلة واتصالات كثيرة، كان للدكتور عبد القدوس النصيبَ الأوفى منها.. لقد رأيته بحق رجلَ قضية آمن بها فصارت في عُروقه ووقف لها مواقف، لا يثبُت فيها إلا أولو العزم، وهذه في يقيني ميزات عالية، فالمبادئ تبقى أحلامًا وربما تصبح أوهامًا إن لم تُرزَق برجال يؤمنون بها، ويضحُّون من أجلها».[12]

## تكريمه

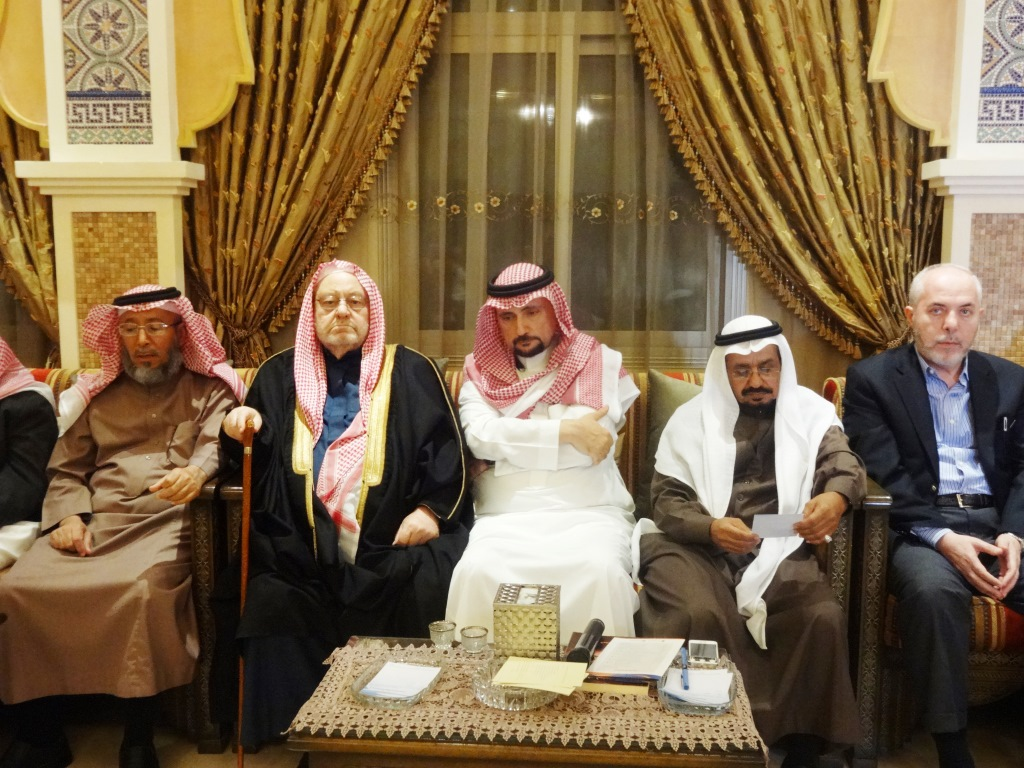
عبد القدوس أبو صالح في حفل تكريمه في ندوة الوفاء، وعن يمينه الدكتور عبد الله العُرَيني، وعن يساره ابنه المهندس يمان أبو صالح، فالدكتور عائض الردادي، فصهره وابن أخيه خلدون أبو صالح

1. كرَّمته ندوة اثنينية الشيخ عبد المقصود خوجه، في جُدَّة، بتاريخ 3 شعبان 1416هـ الموافق 25 ديسمبر 1995م.[31]
2. كرَّمته ندوة الوفاء، بدارة الشيخ أحمد محمد باجُنَيد، في الرياض، بتاريخ 11 صفر 1436هـ الموافق 3 ديسمبر 2014م.[7]

## حياته الخاصة
تزوَّج عبد القدوس امرأةً حلبية (من مدينة مَنْبِج) اسمها "دلال بنت محمد فتحي العَوف"، ولهما ابنان (المهندس "يمان"، والمهندس "مازن") وأربع بنات (لينة، وشادن، ومؤمنة، والطبيبة ديمة)، ثلاث منهنَّ أديبات، هنَّ:
- لينة أبو صالح: ولدت في حلب عام 1381هـ/ 1961م، باحثة محققة، تخرَّجت في قسم اللغة العربية بجامعة الملك سعود عام 1980، وعملت معيدة في كلية الآداب للبنات بالرياض من 1981 إلى 1990، وحصلت على شهادة (ماجستير) من جامعة الملك سعود عام 1987، وعملت متطوِّعة في الإشراف على مناهج اللغة العربية في بعض المدارس الإسلامية في الولايات المتحدة، حيث تقيم. نُشر لها (نُور الطَّرْف ونَور الظَّرْف) للحُصْري القَيرواني إبراهيم بن علي، تحقيق، في مؤسسة الرسالة.[32]
- شادن أبو صالح: أخت تَوْءَم للسابقة، ولدت في حلب عام 1381هـ/ 1961م، باحثة محققة، تخرَّجت في قسم اللغة العربية بجامعة الملك سعود عام 1980، وعملت معيدة في كلية الآداب للبنات بمدينة الدمام، ومنها نالت شهادة (ماجستير) عن رسالتها (إبراهيم بن هَرْمة حياته وشعره) عام 1989، ثم حصلت على شهادة (دكتوراه) من كلية اللغة العربية بجامعة الإمام محمد بن سعود الإسلامية عام 1996، عن أطروحتها (لُمَح المُلَح) لسعد بن علي الحَظِيري الورَّاق، تحقيق ودراسة. درَّست في كلية الآداب للبنات في الرياض من 1991 إلى 2000، ثم عملت مستشارة في إدارة تطوير التعليم في الوكالة المساعدة للشؤون التعليمية بكليات البنات من 2001 إلى 2007، ثم انتقلت إلى جامعة الأمير سلطان بن عبد العزيز أستاذة ورئيسة قسم من 2007 إلى 2019 حين طلبت التقاعد. نُشر لها (لُمَح المُلَح) في مجلدين، في مركز الملك فيصل للبحوث والدراسات الإسلامية، وهو رسالتها للدكتوراه على ما تقدَّم.[33]
- مؤمنة أبو صالح: ولدت في الرياض عام 1386هـ/ 1968م، صيدلانية أديبة، تخرَّجت في كلية الصيدلة بجامعة الملك سعود عام 1991، عملت في مستشفى القوات المسلَّحة إلى عام 1998م، وفي مستشفى الملك فيصل التخصُّصي إلى عام 2003، وفي مركز الملك فهد للأورام إلى 2005. وتعمل حاليًّا مديرة لمؤسسة (فريق آدم التطوعي) وهي مؤسسة غير ربحية في تركيا، حيث استقرَّت مع زوجها الحاصل على الجنسية التركية. نُشر لها (البحث عن الجذور) رواية أدبية، في مكتبة العبيكان.[34]

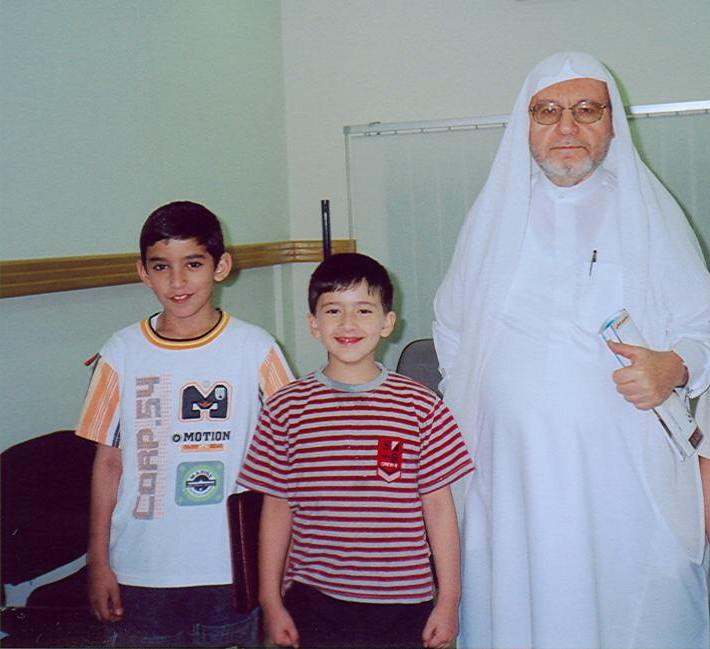
عبد القدوس أبو صالح في ندوة أدب الأطفال برابطة الأدب الإسلامي بالرياض، ومعه الطفل أحمد ذو الغنى، والطفل البراء الساعور

## وفاته ونعيه
توفِّي عبد القدوس أبو صالح في الرياض، فجر يوم الثلاثاء 19 شعبان 1443هـ الموافق 22 من مارس (آذار) 2022م، عن عمر ناهز تسعين عامًا، وصُلِّي عليه في جامع الراجحي الكبير، ودُفن في مقبرة النسيم.
وقد نعاه كل من رابطة الأدب الإسلامي العالمية التي قدَّمت تعازيَها لأهله وذويه وأعضاء الرابطة في أرجاء العالم، والاتحاد العالمي لعلماء المسلمين، ومنتدى المثقف العربي بالقاهرة ممثَّلًا برئيسه الدكتور عبد الولي الشميري.
وصدر عدد خاص من (مجلة الأدب الإسلامي) عن الدكتور عبد القدوس أبو صالح وجهوده وكتبه وآثاره وأدبه ونقده، وهو العدد (115) 1443هـ/ 2022م.

## وصلات خارجية
- الشيخ الدكتور عبدالقدوس أبو صالح ولقائي معه في موكب الدعوة، د. محمد المشوِّح
- أفنان (9) | د. عبد القدوس أبو صالح، تقديم الإعلامي مروان خالد
- إضاءات: عبد القدوس أبو صالح، مع تركي الدخيل
- علوم ومعارف، تقديم د. محمود السيِّد الدغيم، حوار مع د. عبد القدوس أبو صالح، رئيس رابطة الأدب الإسلامي
- محاضرة الدكتور عبد القدوس أبو صالح، في أدبي أبها
- ندوة تأبينية عن الدكتور عبد القدوس أبو صالح في ماليزيا